# Festina Lotus S.A.
En 1984, l'industriel espagnol Miguel Rodriguez Dominguez, déjà propriétaire des montres Lotus, rachète Festina et crée le groupe Festina Lotus S.A..

## Marques du groupe
- Lotus : acquisition en 1979 ;
- Festina : acquisition en 1984 ;
- Calypso : création en 1995 ;
- Jaguar : acquisition en 2000 ;
- Candino : acquisition en 2002 ;
- Kronaby : acquisition en 2019.